# Dejusticia
Dejusticia (también conocida como El Centro de estudios de Derecho, Justicia y Sociedad, en inglés The Center of studies of law, Justice and society) es una organización jurídica sin ánimo de lucro creada en el 2005, que promueve los derechos humanos y el Estado Social de Derecho en Colombia, América Latina y otras regiones del Sur Global.
La organización ha sido galardonada, junto con BELA y Legal Agenda, con el Premio Tang en la categoría de Estado de Derecho en el año 2020.

## Historia
Dejusticia fue fundada en 2005 en Bogotá, Colombia por el escritor y columnista colombiano Mauricio García Villegas, la abogada y profesora colombiana Helena Alviar García, el profesor y jurista colombiano Rodrigo Uprimny, el profesor universitario César Rodríguez Garavito, la abogada y profesora colombiana Catalina Botero y los académicos Juan Fernando Jaramillo, Danilo Rojas y Diego E. López Medina. La organización consolidó su Editorial Dejusticia en 2009 y en 2016 su área de Litigio bajo la Dirección General de Rodrigo uprimny.
La organización crea y proporciona documentos académicos e informes a nivel mundial contra la injusticia, la desigualdad, los derechos humanos y otros diversos problemas sociales. Y también ayudó a las comunidades marginadas a través de los esfuerzos en litigio.
Dejusticia también organiza encuentros internacionales y produce documentos de trabajo para promover el debate sobre las ideas que apoyan los derechos humanos, el Estado de Derecho, la cultura jurídica y la crisis de la justicia.

## Casos notables
- En 2007, Dejusticia apoyó la primera titulación colectiva de comunidades negras en el Caribe colombiano, en las Islas del Rosario.[12]

- A finales de 2012, Dejusticia interpuso una demanda a la elección de los ministros de Vivienda, Interior y Transporte porque con sus elecciones, el expresidente Juan Manuel Santos incumplió la Ley 581 de 2000, que exige que al menos el 30% de los ministerios sean dirigidos por mujeres.[13]

- El 30 de enero de 2013, el centro de estudios -Dejusticia, interpuso una demanda que se centró en la decisión que permitió al procurador Alejandro Ordóñez mantenerse en el cargo. Tres años después, esa demanda fue respondida por el Consejo de Estado, que removió al procurador Alejandro Ordóñez de la Procuraduría General de la Nación.[14]

- En 2016, en materia de democracia ambiental, Dejusticia colaboró para avanzar un precedente relevante en materia de referéndum ambiental, particularmente en el caso Pijao. La comunidad de Pijao presentó una demanda que resultó en un fallo histórico que dio voz a las comunidades para ejercer sus derechos a fin de proteger el medio ambiente y regular los usos del suelo en sus territorios. Un ejemplo de equilibrio de poderes dentro del sector extractivista de Colombia.[15]

## Premios y honores
- Ganador conjunto del Premio Tang en la categoría Estado de Derecho, 2020[16]
- Galardonado como Mejor Líder por lograr transformaciones legales, en la premiación del 2017 del reconocimiento “los 10 Mejores Líderes en Colombia“.[17]

## Publicaciones notables
- Mayorías sin democracia: Desequilibrio de poderes y Estado de derecho en Colombia; 2002-2009[18]
- Justicia transicional sin transición? verdad, justicia y reparación para Colombia (2006), p;230[19]
- Cortes y cambio social. Cómo la Corte Constitucional transformó el desplazamiento forzado en Colombia (2010)[20]
- La adicción punitiva: la desproporción de leyes en América Latina (2012)[21]
- Los territorios de la paz: La construcción del Estado local en Colombia[22]
- Negociando desde los márgenes: La participación política de las mujeres en los procesos de paz de Colombia (1982-2016)[23]
- Sistema de justicia territorial para la paz[24]
- Coca, instituciones y desarrollo: Los retos de los municipios productores en el posacuerdo[25]
- Voces desde el cocal: mujeres que construyen territorio[26]
- Asesinatos a líderes sociales en Colombia en 2016–2017: una estimación del universo[27]